# Корнхасс, Николай
Николай Корнхасс (нем. Nikolai Kornhaß; род. 28 марта 1993 года, Аугсбург, Бавария, Германия) — немецкий парадзюдоист. Бронзовый призёр летних Паралимпийских игр 2016 в Рио-де-Жанейро.

## Биография
Начал заниматься дзюдо в возрасте 10 лет.
9 сентября 2016 года принял участие на летних Паралимпийских играх 2016 в Рио-де-Жанейро в весовой категории до 73 кг. В четвертьфинале победил венесуэльца Маурисио Брисено, в полуфинале проиграл азербайджанцу Рамилю Гасымову. В матче за третье место победил японца Арамицу Китадзоно и завоевал «бронзу» Паралимпиады-2016.
28 августа 2021 года принял участие на летних Паралимпийских играх 2020 в Токио в весовой категории до 73 кг. В четвертьфинале проиграл казахстанцу Темиржану Даулету. В утешительном раунде проиграл дзюдоисту из Украины Руфату Магомедову.
6 сентября 2024 года принял участие на летних Паралимпийских играх 2024 в Париже в весовой категории до 73 кг (класс J2). В 1/8 финала проиграл узбеку Учкуну Куранбаеву, в утешительном раунде — французу Натану Пети.

## Основные спортивные результаты
| Год  | Турнир                          | Место проведения | Категория    | Место |
| ---- | ------------------------------- | ---------------- | ------------ | ----- |
| 2014 | Чемпионат мира                  | Колорадо-Спрингс | до 73 кг     | 13    |
| 2016 | Летние Паралимпийские игры 2016 | Рио-де-Жанейро   | до 73 кг     | 3     |
| 2018 | Чемпионат мира                  | Одивелаш         | до 73 кг     | 3     |
| 2021 | Летние Паралимпийские игры 2020 | Токио            | до 73 кг     | 7     |
| 2022 | Чемпионат мира                  | Баку             | до 73 кг, J2 | 9     |
| 2024 | Летние Паралимпийские игры 2024 | Париж            | до 73 кг, J2 | 9     |